# Tettigonia gabonensis
Tettigonia gabonensis är en insektsart som först beskrevs av Metcalf 1955.  Tettigonia gabonensis ingår i släktet Tettigonia och familjen dvärgstritar. Inga underarter finns listade i Catalogue of Life.